# Слопыгино
Слопыгино — деревня в Палкинском районе Псковской области России.
Входит в состав Палкинской волости.
Расположена в 7 км к северо-востоку от посёлка Палкино. На северо-востоке примыкает к деревне Полены.
Население — 361 человек (2000 год).